# Georges-Marie Allamand
Pour les articles homonymes, voir Allamand.
Georges-Marie Allamand (italianisé en Giorgio Allamand), né le 7 septembre 1788 à Sixt et mort le 20 janvier 1855 à Saint-Jeoire-Prieuré, est un magistrat et homme politique savoyard.

## Biographie
Georges-Marie Allamand naît le 7 septembre 1788, à Sixt, dans le duché de Savoie, partie du royaume de Sardaigne,,. Il est le fils d'André Allamand et de Pernette Rannaud.
Après des études de droit, il devient avocat fiscal à Saint-Julien, en 1815,. Il est ensuite affecté successivement à la vice-intendance de Saint-Julien, puis celle de Nice, de Chambéry, de Thônon, avant de devenir intendant de la province d'Aoste (1832), de Mondovi (1837 ou 39) et de la nouvelle intendance d'Ivrée (1841),. Il obtient du roi Charles-Félix à cette occasion le titre d'intendant général et est décoré de l'ordre des Saints-Maurice-et-Lazare. Il est ensuite choisi comme intendant pour la province de Novare,. En raison de son action, il est fait baron par le roi Charles-Félix,.
Sa carrière évolue et il devient premier officier au ministère de l'intérieur (1847), puis à celui des travaux publics,.
La Constitution de 1848 ouvre de nouvelles perspectives politiques. Il est élu député, représentant le collège de Taninges à la Chambre du parlement du royaume de Sardaigne à Turin, en mai 1848,. Il a été juge de ce mandement. François-Marie Bastian lui succède.
Il obtient sa retraite au cours de l'année 1851, notamment pour des raisons de santé. À cette occasion, il est fait commandeur de l'ordre des Saints-Maurice-et-Lazare. Il se retire à Saint-Jeoire-Prieuré, près de Chambéry.
Georges-Marie Allamand meurt, sans postérité, le 20 janvier 1855,, à Saint-Jeoire-Prieuré.

## Décorations
Georges-Marie Allamand a été fait :
- Commandeur de l'ordre des Saints-Maurice-et-Lazare[2]